# Jungiella domusdemariae
Jungiella domusdemariae är en tvåvingeart som beskrevs av Wagner och Salamanna 1984. Jungiella domusdemariae ingår i släktet Jungiella och familjen fjärilsmyggor. Inga underarter finns listade i Catalogue of Life.